# Włodek Pawlik
Włodek Pawlik, właśc. Włodzimierz Jacek Pawlik (ur. 4 października 1958 w Kielcach) – polski kompozytor, pianista jazzowy, lider zespołu Włodek Pawlik Trio.
W jego dorobku kompozytorskim, obok utworów jazzowych, znajdują się ścieżki dźwiękowe do filmów fabularnych i dokumentalnych, teatrów telewizji, muzyka do poezji, opera, kantata, utwory na orkiestrę kameralną i symfoniczną, muzyka baletowa, muzyka do spektakli teatralnych, muzyka do słuchowisk radiowych. Współpracował z wieloma wykonawcami polskiego i amerykańskiego jazzu, takimi jak Janusz Muniak, Randy Brecker, Scott Hamilton, Billy Hart, Richie Cole, Mike Stern, Tom Kennedy czy Western Jazz Quartet. Występował także z gwiazdami polskiej muzyki pop, takimi jak Kayah czy Margaret.
Jego dyskografia obejmuje 43 autorskie albumy, wydane w Polsce i w USA. Laureat nagrody Grammy w kategorii Best Large Jazz Ensemble Album za płytę Night in Calisia, która uzyskała status podwójnej platyny za sprzedaż ponad 20 tys. egzemplarzy w Polsce.

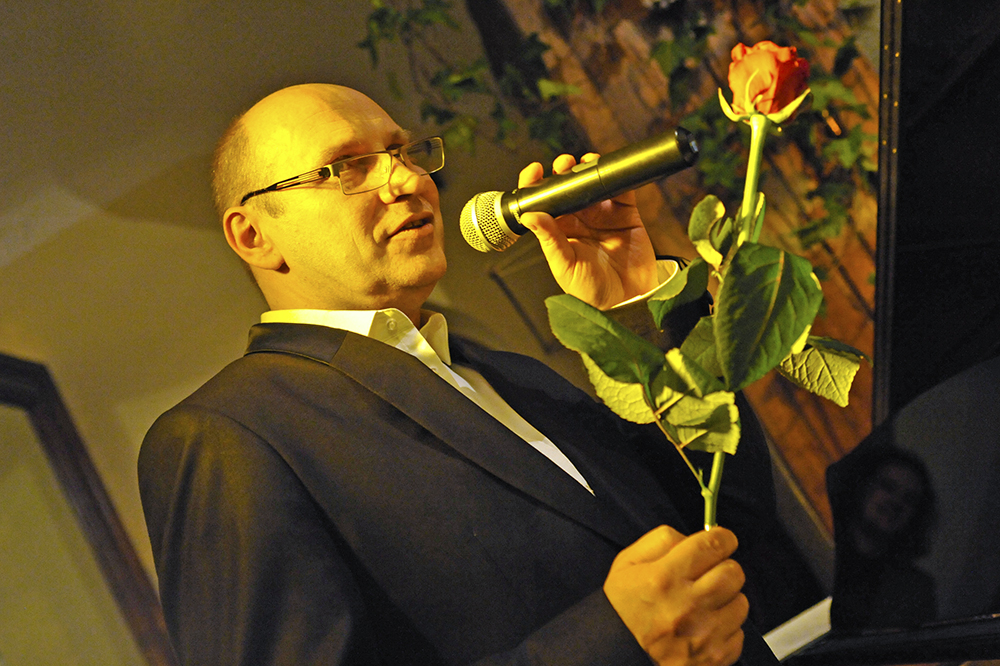
Włodek Pawlik w Stawisku, Podkowa Leśna - grudzień 2010.

## Wczesne lata
Dzieciństwo spędził w Ostrowcu Świętokrzyskim, gdzie debiutował muzycznie jako sześciolatek. Ukończył średnią szkołę muzyczną w Kielcach. Absolwent klasy fortepianu Barbary Hesse-Bukowskiej warszawskiej Akademii Muzycznej oraz Wydziału Jazzowego Hochschule fur Musik w Hamburgu.

## Kariera
Jest laureatem m.in. Grand Prix na Międzynarodowym Konkursie Jazzowym w Dunkierce (Francja 1984) oraz II nagrody na Międzynarodowym Konkursie Kompozycji Jazzowych w Monaco (1989).
Występował na wielu festiwalach jazzowych, takich jak North Sea Jazz Festival (Haga 1998), Warsaw Summer Jazz Days (kilkukrotnie), European Jazz Festival (Ateny 2006), Bielska Zadymka Jazzowa (Bielsko-Biała 2015) czy Kaunas Jazz Festival (Kowno 2015), a także na festiwalach poświęconych muzyce poważnej, takich jak Wratislavia Cantans (Wrocław 2003), Altstadt Herbst (Düsseldorf 2007) czy Gaude Mater (Częstochowa 2015) oraz poświęconych muzyce polskiej (Polish Festival Cincinnati 2016).
Jest autorem muzyki do filmów Wrony i Pora umierać Doroty Kędzierzawskiej oraz Rewers Borysa Lankosza. Za muzykę do Rewersu otrzymał nagrodę w konkursie głównym w kategorii „Nagrody indywidualne” 34. Festiwalu Polskich Filmów Fabularnych w Gdyni oraz Polską Nagrodę Filmową „Orzeł” w 2009. Skomponował ścieżkę muzyczną do międzynarodowych produkcji: Straż nocna (2007) Petera Greenawaya i Wichry Kołymy (2009) w reżyserii Marleen Gorris.
Od początku lat 80 XX w. był związany z Festiwalem Artystycznym Młodzieży Akademickiej, podczas którego przez wiele lat prowadził warsztat jazzowy.
Był twórcą oprawy muzycznej do realizowanego przez TVP widowiska taneczno-muzycznego Chopin4, które miało premierę na Targach Kielce w 2010 w czasie uroczystości otwarcia nowej hali wystawowej E.
W 2014 skomponował na zamówienie Prezydenta RP Bronisława Komorowskiego suitę „Wolność” na chór, orkiestrę i trio jazzowe, która została wykonana 4 czerwca 2014 na Placu Zamkowym w Warszawie z okazji Święta Wolności w obecności wielu głów państw, w tym Prezydenta USA Baracka Obamy. W 2016 podczas 54. Krajowego Festiwalu Piosenki Polskiej został uhonorowany nagrodą muzyczną 30-lecia Teleexpressu i wystąpił w specjalnie na tę okazję przygotowanym programie z gwiazdami polskiej muzyki pop i ze swoim trio. W lutym 2017 był jednym z jurorów w finale krajowych eliminacji do 62. Konkursu Piosenki Eurowizji. Był kandydatem na stanowisko rektora Uniwersytetu Muzycznego Fryderyka Chopina w Warszawie na kadencję 2020–2024. 15 października 2024 z rąk Prezydenta RP Andrzeja Dudy odebrał akt nominacyjny na profesora sztuki w dyscyplinie sztuki muzyczne.

## Dyskografia
Albumy
| 1987                        | Quasi Total - Data: 1987 - Wydawca: Poljazz                                                                                               | –  |               |                            |
| 1993                        | Live at Birdland (oraz Richie Cole) - Data: 1993 - Wydawca: Polonia Records                                                               | –  |               |                            |
| 1993                        | Four Seasons - Data: 1993 - Wydawca: Polonia Records                                                                                      | –  |               |                            |
| 1997                        | Standards Live (oraz Cezary Konrad, Zbigniew Wegehaupt) - Data: 1997 - Wydawca: Polonia Records                                           | –  |               |                            |
| 2001                        | Misterium Stabat Mater - Data: 2001 - Wydawca: Polonia Records                                                                            | –  |               |                            |
| 2004                        | Sonety Szekspira (oraz Elżbieta Wojnowska) - Data: 23 kwietnia 2004 - Wydawca: Luna Music                                                 | –  |               |                            |
| 2005                        | Misterium Stabat Mater - Data: 2005 - Wydawca: Musica Sacra                                                                               | –  |               |                            |
| 2006                        | Anhelli - Data: 2006 - Wydawca: 5line | –  |               |                            |
| 2008                        | Grand Piano - Data: 23 kwietnia 2008 - Wydawca: Arms Records                                                                              | –  |               |                            |
| 2009                        | Nostalgic Journey: Tykocin Jazz Suite - Data: 25 sierpnia 2009 - Wydawca: Summit Records                                                  | –  |               |                            |
| 2011                        | Struny na Ziemi (Strings on Earth) (oraz Lora Szafran, Marek Bałata, Robert Więckiewicz) - Data: 22 maja 2011 - Wydawca: Pawlik Relations | –  |               |                            |
| 2012                        | Night in Calisia (oraz Randy Brecker, Filharmonia Kaliska) - Data: 13 listopada 2012 - Wydawca: Pawlik Relations                          | 2  | - POL: 10 000 | - POL: platynowa płyta     |
| 2013                        | Wieczorem - Data: 8 października 2013 - Wydawca: Agora                                                                                    | –  |               |                            |
| 2014                        | Night In Calisia Live (oraz Randy Brecker, Filharmonia Kaliska) - Data: 14 listopada 2014 - Wydawca: STX Jamboree                         | 23 | - POL: 5 000+ | - POL: platynowa płyta DVD |
| 2015                        | America - Data: 29 maja 2015 - Wydawca: Pawlik Relations                                                                                  | 34 |               |                            |
| 2016                        | Mów spokojniej - Data: 12 lutego 2016 - Wydawca: Agencja Artystyczna GAP                                                                  | –  |               |                            |
| 2016                        | 4 Works 4 Orchestra - Data: 24 czerwca 2016 - Wydawca: Pawlik Relations                                                                   | –  |               |                            |
| 2017                        | Songs Without Words - Data: 17 września 2017 - Wydawca: Pawlik Relations                                                                  | –  |               |                            |
| 2019                        | Pawlik/Moniuszko – Polish Jazz - Data: 22 lutego 2019 - Wydawca: Pawlik Relations                                                         | 31 |               |                            |
| „–” album nie był notowany. | |    |               |                            |

Ścieżki dźwiękowe
| 1994                        | Crows - Data: 1994 - Wydawca: Koch International                                                     | –  |
| 2008                        | Under the Sign of Water (Im Zeichen des Wassers) - Data: 2008 - Wydawca: Polonia Records             | –  |
| 2009                        | Rewers (oraz Sinfonia Iuventus & Maciej Żółtowski) - Data: 2 listopada 2009 - Wydawca: Polskie Radio | 38 |
| 2011                        | Pora umierać (oraz Warsaw Philharmonic Orchestra) - Data: 22 kwietnia 2011 - Wydawca: Polskie Radio  | –  |
| „–” album nie był notowany. | |    |

Włodek Pawlik Quartet
| Rok  | Album                                                                      |
| ---- | -------------------------------------------------------------------------- |
| 1995 | Turtles - Data: 1995 - Wydawca: Polonia Records                            |
| 1999 | The Waning Moon - Data: 2 listopada 1999 - Wydawca: Universal Music Polska |

Albumy świąteczne
| Rok  | Album                                                                                      |
| ---- | ------------------------------------------------------------------------------------------ |
| 2004 | Kolędy Polskie. Polish Christmas Carols - Data: 13 grudnia 2004 - Wydawca: Polonia Records |
| 2013 | Kolędy polskie - Data: 7 grudnia 2013 - Wydawca: Pawlik Relations                          |

## Nagrody i wyróżnienia
| Rok  | Kategoria                                 | Tytułem                           | Nagroda                                                    | Nota      | Źródło |
| ---- | ----------------------------------------- | --------------------------------- | ---------------------------------------------------------- | --------- | ------ |
| 2005 | Album roku muzyka wokalna                 | Misterium Stabat Mater            | Fryderyki 2005                                             | Laur      | [ 32 ] |
| 2006 | Muzyka – jazz, rock i inne                | Anhelli                           | Nagroda TVP Kultura 2005                                   | Laur      | [ 33 ] |
| 2006 | Jazzowy album roku                        | Anhelli                           | Fryderyki 2006                                             | Nominacja | [ 34 ] |
| 2006 | Jazzowy muzyk roku                        | Włodek Pawlik                     | Fryderyki 2006                                             | Nominacja | [ 34 ] |
| 2008 | Najlepsza muzyka do filmu                 | Pora Umierać                      | Polska Nagroda Filmowa – Orły                              | Nominacja | [ 35 ] |
| 2009 | Najlepsza muzyka do filmu                 | Rewers                            | 34. FPFF Złote Lwy                                         | Laur      | [ 36 ] |
| 2010 | Najlepsza muzyka do filmu                 | Rewers                            | Polska Nagroda Filmowa – Orły                              | Laur      | [ 37 ] |
| 2010 | Jazzowy album roku                        | Tykocin                           | Fryderyki 2010                                             | Nominacja | [ 38 ] |
| 2010 | Jazzowy muzyk roku                        | Włodek Pawlik                     | Fryderyki 2010                                             | Nominacja | [ 38 ] |
| 2012 | Album roku – oryginalna ścieżka dźwiękowa | Pora umierać                      | Fryderyki 2012                                             | Nominacja | [ 39 ] |
| 2013 | Jazzowy muzyk roku                        | Włodek Pawlik                     | Fryderyki 2013                                             | Nominacja | [ 40 ] |
| 2014 | Jazzowy muzyk roku                        | Włodek Pawlik                     | Fryderyki 2014                                             | Laur      | [ 41 ] |
| 2014 | Wydarzenie roku                           | Nagroda Grammy dla Włodka Pawlika | Bestsellery Empiku 2014                                    | Laur      | [ 42 ] |
| 2014 | Best Large Jazz Ensemble Album            | Night in Calisia                  | Grammy                                                     | Laur      | [ 5 ]  |
| 2014 | Artysta sceny roku                        | Włodek Pawlik                     | Wiktory 2014                                               | Nominacja | [ 43 ] |
| 2014 | Osobowość roku                            | Włodek Pawlik                     | Koryfeusz Muzyki Polskiej 2014                             | Laur      | [ 44 ] |
| 2014 | Osobowość lokalna działająca globalnie    | Włodek Pawlik                     | Złota ŻyRybka                                              | Laureat   | [ 45 ] |
| 2015 | Nagroda Bielskiej Zadymki Jazzowej        | Włodek Pawlik                     | Anioł Jazzu 2015                                           | Laur      | [ 46 ] |
| 2015 | Artysta roku                              | Włodek Pawlik                     | Fryderyki 2015                                             | Nominacja | [ 47 ] |
| 2016 | Muzyka                                    | Włodek Pawlik                     | Doroczna Nagroda Ministra Kultury i Dziedzictwa Narodowego | Laur      | [ 48 ] |
| 2016 | Nagroda muzyczna                          | Włodek Pawlik                     | Nagroda 30-lecia Teleexpressu                              | Laur      | [ 49 ] |

## Ordery i odznaczenia
- Krzyż Kawalerski Orderu Odrodzenia Polski (2014)[50]
- Medal Stulecia Odzyskanej Niepodległości (2023)[51]
- Złoty Medal „Zasłużony Kulturze Gloria Artis” (27 marca 2023)[52]

## Inne wyróżnienia
- Perła Honorowa Polskiej Gospodarki w kategorii kultura (2015)[53]
- Honorowy Obywatel Miasta Kalisza[54]
- Honorowy Obywatel Miasta Ogrodu Podkowa Leśna[55]
- Nagroda 100-lecia ZAiKS-u (2020)[56]